# Hymenophyllum shirleyanum
Hymenophyllum shirleyanum là một loài dương xỉ trong họ Hymenophyllaceae. Loài này được Domin mô tả khoa học đầu tiên.
Danh pháp khoa học của loài này chưa được làm sáng tỏ. 